# Björksta distrikt
Björksta distrikt är ett distrikt i Västerås kommun och Västmanlands län. 
Distriktet ligger öster om Västerås. 

## Tidigare administrativ tillhörighet
Distriktet inrättades 2016 och utgörs av en del av området Västerås stad omfattade till 1971, delen som före 1967 utgjorde Björksta socken.
Området motsvarar den omfattning Björksta församling hade vid årsskiftet 1999/2000.